# Lampides daones
Lampides daones är en fjärilsart som beskrevs av Druce 1896. Lampides daones ingår i släktet Lampides och familjen juvelvingar. Inga underarter finns listade i Catalogue of Life.